# Lyth (släkt)
Lyth är en svensk släkt från Gotland.
Enligt släkttraditionen är släkten inflyttad till Visby i början av 1600-talet från Liège, och namnet antas taget från stadens tyska namn, Lüttish. Äldste kände släktmedlemmen var Peder eller Petter Lyth (död före 1653), som bodde i Visby. Han var far till bryggaråldermannen Matthias Pedersson Lyth, och bland hans söner märks Joachim Matthiæ Lyth (1679–1746), kyrkoherden i Roma Petrus Lyth (1650–1719) och bryggaren i Visby Thomas Lyth (1660–1719). Från Petrus och Thomas Lyth härstammar släktens huvudgrenar.

## Medlemmar
- Henric Lyth (1782-1859), prost och riksdagsman
- Jacob Eberhard Lyth (1810–1852), skolman och läroboksförfattare
- Anton Julius Lyth (1816-1886), kontraktsprost och politiker
- Wilhelm Lyth (1835-1918), riksdagsman och instrumentmakare som grundade Instrumentfabriks AB Lyth.
- Gustaf Lyth (1848-1913), lärare och författare
- Paul Lyth (1865–1951), lärare och författare
- Hjalmar Lyth (1878–1933), präst
- Arne Lyth (1905–1996), bankdirektör
- Torolf Lyth (1909–1993), direktör
- Einar Lyth (1936-), officer
- Harald Lyth (född 1937), målare och grafiker
- Göran Lyth (född 1940), direktör
- Ragnar Lyth (född 1944), regissör och manusförfattare